# Peter Rühmkorf
Peter Rühmkorf (Dortmund, 25 ottobre 1929 – Roseburg, 8 giugno 2008) è stato uno scrittore, poeta, drammaturgo e saggista tedesco.

## Biografia
Nato a Dortmund, compì gli studi di Psicologia e Germanistica ad Amburgo dal 1951 al 1957. Fece parte del Gruppo 47; nelle sue opere è presente una critica alla figura del "poeta-vate", cioè al poeta come veggente, messa in atto tramite la parodia: gli scritti di Rühmkorf, infatti, l'oggetto della parodia rappresenta un'obsolescenza da eliminare. I temi da lui trattati lo accomunano ad altri scrittori in lingua tedesca, come ad esempio Ingeborg Bachmann, Günter Grass e Günter Bruno Fuchs. Gli sono stati assegnati numerosi premi e riconoscimenti.

## Opere
- Heiße Lyrik, Wiesbaden, Limes, 1956 (con Werner Riegel)
- Irdisches Vergnügen in g. Fünfzig Gedichte, Amburgo, Rowohlt, 1959
- Wolfgang Borchert. Biographie, Amburgo, Rowohlt, 1961
- Kunststücke. Fünfzig Gedichte nebst einer Anleitung zum Widerspruch, Amburgo, Rowohlt, 1962
- Über das Volksvermögen. Exkurse in den literarischen Untergrund, Reinbek, Rowohlt, 1967
- Was heißt hier Volsinii? Bewegte Szenen aus dem klassischen Wirtschaftsleben, Reinbek, Rowohlt, 1969
- Die Jahre die ihr kennt. Anfälle und Erinnerungen, Reinbek, Rowohlt, Rowohlt 1972
- Lombard gibt den Letzten. Ein Schauspiel, Berlino, Wagenbach, 1972
- Die Handwerker kommen. Ein Familiendrama, Berlino, Wagenbach, 1974
- Walther von der Vogelweide, Klopstock und ich, Reinbek, Rowohlt, 1975
- Phoenix – voran! Gedichte, Dreieich, pawel pan, 1977
- Strömungslehre I. Poesie, Reinbek, Rowohlt, 1978
- Haltbar bis Ende 1999, Reinbek, Rowohlt, 1979
- Auf Wiedersehen in Kenilworth. Ein Märchen in dreizehn Kapiteln, Francoforte, Fischer, 1980
- Im Fahrtwind. Gedichte und Geschichte, Bertelsmann, Berlin (et al.) 1980
- agar agar – zaurzaurim. Zur Naturgeschichte des Reims und der menschlichen Anklangsnerven, Reinbek, Rowohlt, 1981
- Kleine Fleckenkunde, Zurigo, Haffmans, 1982
- Der Hüter des Misthaufens. Aufgeklärte Märchen, Reinbek, Rowohlt, 1983
- Blaubarts letzte Reise. Ein Märchen, pawel pan, Dreieich 1983
- Bleib erschütterbar und widersteh. Aufsätze – Reden – Selbstgespräche, Reinbek, Rowohlt, 1984
- Mein Lesebuch, Francoforte, Fischer, 1986
- Außer der Liebe nichts. LiebesgedichteReinbek, Rowohlt, 1986
- Dintemann und Schindemann. Aufgeklärte Märchen, Reclam, Leipzig 1986
- Selbstredend und selbstreimend. Gedichte – Gedanken – Lichtblicke, Reclam, Stuttgart 1987
- Werner Riegel. „ … beladen mit Sendung. Dichter und armes Schwein“, Reclam, Stuttgart 1988
- Einmalig wie wir alle, Reinbek, Rowohlt, 1989
- Dreizehn deutsche Dichter, Reinbek, Rowohlt, 1989
- Selbst III/88. Aus der Fassung, Zurigo, Haffmans, 1989
- Komm raus! Gesänge, Märchen, Kunststücke, Berlino, Wagenbach, 1992
- Deutschland, ein Lügenmärchen, Gottinga, Wallstein, 1993
- Lass leuchten! Memos, Märchen, TaBu, Gedichte, Selbstporträt mit und ohne Hut, Reinbek, Rowohlt, 1993
- Tabu I. Tagebücher 1989–1991, Reinbek, Rowohlt, 1995
- Gedichte, Reinbek, Rowohlt, 1996
- Ich habe Lust, im weiten Feld… Betrachtungen einer abgeräumten Schachfigur, Gottinga, Wallstein, 1996
- Die Last, die Lust und die List. Aufgeklärte Märchen, Reinbek, Rowohlt, 1996
- Ein Buch der Freundschaft, Rommerskirchen, Remagen-Rolandseck, 1996
- Lethe mit Schuß. Gedichte, Francoforte, Suhrkamp, 1998
- wenn – aber dann. Vorletzte Gedichte, Rowohl, Reinbek, 1999
- Von mir zu Euch für uns, Steidl, Göttingen 1999
- Wo ich gelernt habe, Gottinga, Wallstein, 1999
- Mein lieber Freund und Kompanjung, Amburgo, Felix Jud, 1999 (con Horst Janssen)
- In gemeinsamer Sache. Gedichte über Liebe und Tod, Natur und Kunst, Zurigo, Haffmans, 2000 (con Robert Gernhardt)
- Das Lied der Deutschen, Gottinga, Wallstein, 2001
- Funken fliegen zwischen Hut und Schuh. Lichtblicke, Schweifsterne, Donnerkeile, a cura di Stefan Ulrich Meyer, Monaco, Deutsche Verlagsanstalt, 2003
- Tabu II. Tagebücher 1971–1972, Reinbek, Rowohlt, 2004
- Wenn ich mal richtig ICH sag … . Ein Lese-Bilderbuch, Gottinga, Steidl, 2004
- Aufwachen und Wiederfinden. Gedichte, Francoforte, Insel, 2007
- Paradiesvogelschiß. Gedichte, Reinbek, Rowohlt, 2008

## Riconoscimenti
- Hugo-Jacobi-Preis 1958
- Stadtschreiber von Bergen 1976
- Johann-Heinrich-Merck-Preis für literarische Kritik und Essay 1976
- Erich Kästner Preis für Literatur der Erich Kästner Gesellschaft 1979
- Annette-von-Droste-Hülshoff-Preis 1979
- Alexander-Zinn-Preis der Freien und Hansestadt Hamburg 1980
- Literaturpreis der Stadt Bremen 1980
- Heinrich-Heine-Gesellschaft 1984
- Arno Schmidt Preis 1986
- Heinrich-Heine-Preis des Ministeriums für Kultur der DDR 1988
- Georg-Büchner-Preis 1993
- Justinus-Kerner-Preis 1993
- Medaille für Kunst und Wissenschaft der Freien und Hansestadt Hamburg 1994
- Preis der SWR-Bestenliste 1996
- Walter-Hasenclever-Literaturpreis 1996
- Carl-Zuckmayer-Medaille 2000
- Hoffmann-von-Fallersleben-Preis für zeitkritische Literatur 2000
- Johann-Heinrich-Voß-Preis für Literatur 2000
- Joachim-Ringelnatz-Preis 2002
- Nicolas-Born-Preis 2003
- Erik-Reger-Preis 2005
- Kasseler Literaturpreis für grotesken Humor 2009 (postumo)